# 위조범죄
위조범죄(僞造犯罪) 제조권한이 없는 자가 문서, 통화, 유가증권, 인장 등을 제조하여 성립하는 범죄이다.
약어로 부르거나 해당 범죄자를 부를 때 위조범(僞造犯犯)이라고 한다.

## 위조범죄의 종류
- 통화에 관한 죄
  - 내국통화위조등 및동행사, 수입등 죄
  - 외국통화위조등 및 동행사, 수입등 죄
  - 위조통화의 취득죄
  - 위조통화취득후의 지정행사죄
  - 통화유사물의제조등죄
  - 통화에 관한 죄의 예비음모죄
- 유가증권, 우표와 인지에 관한 죄
  - 유가증권의 위조등 죄
  - 자격모용에 의한 유가증권의 작성죄
  - 허위유가증권의 작성등 죄
  - 우표,인지의 위조등 죄
  - 위조우표, 인지등의 취득죄
  - 소인의 말소죄
  - 인지, 우표, 유사물의 제조등 죄
  - 유가증권, 우표와 인지에 관한 죄의 예비음모죄
- 문서에 관한 죄
  - 공문서등의 위조, 변조, 및 동행사죄
  - 자격모용에 의한 공문서 등의 작성 및 동행사죄
  - 허위공문서등의 작성 및 동행사죄
  - 공전자기록위작·변작죄 및 동행사죄
  - 공정증서원본등의 불실기재 및 동행사죄
  - 공정증서원본등의 불실기재 및 동행사죄
  - 공문서등의 부정행사죄
  - 허위진단서등의 작성 및 동행사죄
  - 자격모용에 의한 사문서의 작성 및 동행사죄
  - 사전자기록위작·변작죄 및 동행사죄
  - 허위진단서등의 작성 및 동행사죄
  - 사문서의 부정행사죄
- 인장에 관한 죄
  - 공인 등의 위조, 부정사용 및 동행사죄
  - 사인 등의 위조, 부정사용 및 동행사죄